# Polylepis crista-galli
Polylepis crista-galli là một loài thực vật thuộc họ Rosaceae. Đây là loài đặc hữu của Bolivia. Chúng hiện đang bị đe dọa vì mất môi trường sống.